# Flughafen Aarhus

i7
i11
i13
Der Flughafen Aarhus (dänisch Aarhus Lufthavn oder Tirstrup Lufthavn, IATA-Code: AAR, ICAO-Code: EKAH) ist ein dänischer Flughafen in der Gemeinde Tirstrup, 35 km nordöstlich von Aarhus. Er liegt an der Ostküste Jütlands und ist der viertgrößte Verkehrsflughafen des Landes nach Kopenhagen, Billund und Aalborg. 2019 hatte er 500.490 Passagiere.

## Fluggesellschaften und Ziele
Folgende Fluggesellschaften fliegen planmäßig Ziele von Aarhus an (Stand: März 2020):
| Fluggesellschaft                | Flugziel                                                                                        |
| ------------------------------- | ----------------------------------------------------------------------------------------------- |
| Airseven                        | Saisonal Charter: Chania, Palma de Mallorca, Paphos, Preveza, Zakynthos                         |
| BRA Braathens Regional Airlines | Göteborg, Stockholm/Bromma Saisonal: Sälen Trysil                                               |
| Danish Air Transport            | Saisonal: Bornholm                                                                              |
| Egypt Air                       | Saisonal Charter: Hurghada, Scharm asch-Schaich                                                 |
| Ryanair                         | Danzig, London-Stansted, Málaga, Mailand-Malpensa, Riga, Warschau-Modlin Saisonal: Korfu, Zadar |
| Scandinavian Airlines           | Kopenhagen, Oslo-Gardermoen, Stockholm-Arlanda Saisonal: Nizza, Palma de Mallorca, Split        |

## Geschichte
Im Zweiten Weltkrieg legte die Luftwaffe 1943 den Flugplatz an. Danach nutzte ihn die Dänische Luftwaffe. Im Kalten Krieg nutzen ihn auch andere NATO-Staaten. In den 1990er Jahren wurde der militärische Teil im Süden stillgelegt und im Norden entstand der Terminal für die zivile Nutzung. 2009 wurde ein Teil des Flughafens renoviert.

## Anfahrt
Linienbusse der Midtrafik fahren nach Aarhus, Randers und Ebeltoft.